# Gerard
Gerard is een jongensnaam van Germaanse oorsprong. De naam betekent "sterk met de speer" en gaat terug op twee stammen: "ger" (betekenis: "speer") en "hard" (betekenis: "hard, sterk, stevig").

## Varianten
De volgende namen (o.a.) zijn varianten of afgeleiden van Gerard:
- Garret, Gé, Geeraard, Geerat, Geerdinus, Geerhard, Geerhart, Geerrit, Geert, Geerten, Ger, Geraard, Gerardus, Gerd, Gerdi, Gerdinus, Gerhard, Gerhardinus, Gerhardus, Gerrard, Gerrit, Gert

De naam komt ook in andere talen voor:
- Catalaans: Gerard
- Duits: Gerhard, Gerd
- Engels: Gerard, Gary
- Frans: Gérard
- Fries: Gart, Gerhart, Gertse, Gertsen, Gjert, Jert
- Italiaans: Gerardo, Gaddo
- Limburgs: Graad, Grad, Sjraar
- Spaans: Gerardo

Vrouwelijke vormen zijn onder meer Geera, Geerarda, Geerardina, Geerda, Geerdina, Geerdine, Geerdje, Geerharda, Geerke, Geerte, Geertjen, Gera, Gerarda, Gerarde, Gerardina, Gerardine, Gerda, Gerdina, Gerdine, Gerharda, Gerhardina, Gerhardine, Gerrarda, Gerridina, Gerrie, Gerrita, Gerritje, Gerry, Gerty, Grada.

## Heiligen
- Gerard Sagredo, Italiaans heilige
- Gerardus van Brogne, heilige uit de 10e eeuw
- Gerardus Majella, Italiaans heilige

## Europese vorstenhuizen en adel
- Gerard van Berg, graaf van Berg en graaf van Ravensberg
- Gerard I van Cortenbach, heer van Cortenbach
- Gerard II van Cortenbach, heer van Cortenbach
- Gerard I van Culemborg, heer van Culemborg, Werth, Wertherbruch en van de Lek
- Gerard II van Culemborg, heer van Culemborg, Ewijk, Werth, Everdingen, Goilberdingen, Tull, Honswijk en Lienden
- Gerard I van Durbuy, graaf van Durbuy
- Gerard I Flamens, heer van Wassenberg
- Gerard II Flamens, heer van Wassenberg
- Gerard III Flamens, heer van Wassenberg
- Gerard I van Gelre, heer van Wassenberg en graaf van Gelre
- Gerard II van Gelre, graaf van Wassenberg en Gelre
- Gerard III van Gelre, graaf van Gelre en Zutphen
- Gerard V van Gulik, graaf van Gulik
- Gerard van Gulik-Berg, hertog van Gulik en Berg en graaf van Ravensberg
- Gerard III van Heemskerk, heer van Heemskerk
- Gerard I van Heinsberg, heer van Heinsberg
- Gerard I van Holstein-Itzehoe, graaf van Holstein, graaf van Schaumburg en graaf van Holstein-Itzehoe
- Gerard III van Holstein, graaf van Holstein-Rendsburg en hertog van Sleeswijk
- Gerard VI van Holstein, graaf van Holstein-Rendsburg en hertog van Sleeswijk
- Gerard I van Horne, heer van Horn, het Land van Altena, Perwijs, Herlaar, Heeze en Oost-Barendrecht
- Gerard II van Horne, heer van Heeze, Leende, Horn, Altena, Weert, Nederweert, Wessem, Kortessem en Gaasbeek
- Gerard I van Kamerijk, bisschop van Kamerijk
- Gerard van Lotharingen, hertog van Opper-Lotharingen
- Gerard van de Metzgau, graaf van Metz
- Gerard I van Parijs, graaf van Parijs
- Gerard I van Schaesberg, heer van Schaesberg
- Gerard I van Vaudémont, graaf van Vaudémont
- Gerard II van Vaudémont, graaf van Vaudémont
- Gerhard III van Lohn, graaf van Lohn

## Bekende naamdragers

### Gé
- Gé Bohlander, Nederlands waterpoloër
- Gé Dekker, Nederlands zwemmer
- Gé van Dijk, Nederlands voetballer
- Gé Korsten, Zuid-Afrikaans zanger
- Gé van der Pol, Nederlands architect
- Gé Reinders,  Nederlands zanger, musicus en schrijver

### Geeraard
- Geeraard de Duivel, Vlaams ridder
- Geeraard Van Den Daele, Belgisch politicus
- Geeraard Slegers, Belgisch politicus

### Geerhard
- Geerhard de Grooth, Nederlands sportjournalist

### Geert
Zie Geert.

### Ger
- Ger Blok, Nederlands voetbaltrainer
- Ger van Elk, Nederlands kunstenaar
- Ger Harmsen, Nederlands filosoof en historicus
- Ger Klein,  Nederlands politicus en natuurkundige
- Ger Otte, Nederlands musicus, zanger en acteur
- Ger Zwertbroek, Nederlands journalist

### Geraard
- Geraard Denijs, Vlaams volksleider
- Geraard van Ruddervoorde, tiende grootmeester van de Orde van de Tempeliers

### Gerard
- Gerard Appelmans, Belgisch mysticus
- Gerard Arninkhof, Nederlands journalist
- Gerard Bodifée, Belgisch astrofysicus
- Gerard Bosch van Drakestein, Nederlands baanwielrenner
- Gerard Bruning, Nederlands beeldhouwer
- Gerard Cox, Nederlands acteur en zanger
- Gerard Croiset, Nederlands paragnost
- Gerard David, Belgisch kunstschilder
- Gerard Deulofeu, Spaans voetballer
- Gerard Dielessen, Nederlands omroepdirecteur
- Gerard Endenburg, Nederlands ondernemer
- Gerard Ekdom , Nederlands radio-diskjockey
- Gerard Harings, Nederlands wielrenner
- Gerard Heymans, Nederlands filosoof en psycholoog
- Gerard 't Hooft, Nederlands natuurkundige
- Gerard Joling, Nederlands zanger
- Gerard Kemkers, Nederlands schaatser en schaatstrainer
- Gerard Kerkum, Nederlands voetbalvoorzitter
- Gerard Kleisterlee, Nederlands topman Philips
- Gerard Kuiper, Amerikaans astronoom
- Gerard Kuppen, Nederlands voetballer
- Gerard van Leijenhorst, Nederlands politicus
- Gerard van der Lem, Nederlands voetbaltrainer
- Gerard Leman, Belgisch generaal
- Gerard López, Spaans voetballer
- Gerard Mathijsen, Nederlands benedictijner monnik
- Gerard Meijer, Nederlands masseur
- Gerard Mortier, Belgisch opera-intendant
- Gerard Nijboer, Nederlands marathonloper
- Gerard van Perlo, Nederlands schaker
- Gerard Peters, Nederlands wielrenner
- Gerard Philips, Nederlands industrieel
- Gerard Piqué, Spaans voetballer
- Gerard Reve, Nederlands schrijver
- Gerard Sanderink, Nederlands ondernemer
- Gerard Schouw, Nederlands politicus
- Gerard Sickinghe, Nederlands burgemeester
- Gerard Soeteman, Nederlands scenarioschrijver
- Gerard Spong, Nederlands advocaat
- Gerard van Swieten, Nederlands natuurkundige
- Gerard Thoolen, Nederlands acteur
- Gerard van Velde, Nederlands schaatser
- Gerard Veldscholten, Nederlands wielrenner
- Gerard Veringa, Nederlands politicus
- Gerard Vianen, Nederlands wielrenner
- Gerard Vissering, Nederlands president van De Nederlandsche Bank
- Gerard de Vries, Nederlands zanger
- Gerard Walden, Nederlands theatermaker
- Gerard Walschap, Belgisch schrijver
- Gerard van Walsum, Nederlands burgemeester
- Gerard Way, Amerikaans muzikant
- Gerard Welling, Nederlands schaker
- Gerard van der Wulp, journalist en woordvoerder

### Gérard
- Gérard Biguet, Frans voetbalscheidsrechter
- Gérard Blitz (ondernemer), Belgisch waterpoloër, diamantair en ondernemer
- Gérard Brach, Frans scenarist
- Gérard Collomb, Frans politicus
- Gérard Corbiau, Belgisch filmregisseur en scenarist
- Gérard Depardieu, Frans acteur
- Gérard Deprez, Belgisch politicus
- Gérard Genette, Frans literatuurwetenschapper
- Gérard Janvion, Frans voetballer
- Gérard Jouannest, Frans componist en pianist
- Gérard Le Grelle, Belgisch politicus
- Gérard Lenorman, Frans zanger
- Gérard Manset, Frans schilder, zanger en fotograaf
- Gérard de Nerval, Frans dichter en schrijver
- Gérard Oury, Frans filmregisseur, scenarioschrijver en filmacteur
- Gérard Soler, Frans voetballer

### Gerardo
- Gerardo Martino, Argentijns voetballer en voetbalcoach
- Gerardo Murillo, Mexicaans schilder
- Gerardo Torrado, Mexicaans voetballer
- Gerardo Clemente Vega García, Mexicaans generaal

### Gerardus
- Gerardus Johannes Berenschot, Nederlands militair
- Gerardus Leonardus Blasius, Nederlands anatoom
- Gerardus Petrus Booms, Nederlands militair
- Gerardus Mercator, Belgisch cartograaf
- Gerardus Johannes Mulder, Nederlands scheikundige en hoogleraar
- Gerardus Vossius, Nederlands protestantse theoloog, taalkundige, geschiedkundige en humanist

### Gerhard
- Gerhard Berger, Oostenrijks Formule 1-coureur
- Gerhard Ertl, Duits natuurkundige
- Gerhard Fischer, Duits-Amerikaans ingenieur en uitvinder
- Gerhard Gustmann, Duits roeier
- Gerhard Haidacher, Oostenrijks bobsleeër
- Gerhard Herzberg, Duits-Canadees natuurkundige
- Gerhard Mair, Oostenrijks voetballer
- Gerhard van Nassau, Duits geestelijke
- Gerhard Richter, Duits kunstschilder
- Gerhard Schröder, Duits politicus
- Gerhard Stöck, Duits atleet
- Gerhard Wendland, Duits schlagerzanger
- Gerhard Zandberg, Zuid-Afrikaans zwemmer

### Gerhardt
- Gerhardt Heusinkveld, Nederlands artiest, muzikant en auteur

### Gerhardus
- Gerhardus Jan Adema, Nederlandse schilder, tekenaar, medailleur en beeldhouwer
- Gerhardus Diephuis, Nederlands jurist, rechter en hoogleraar
- Gerhardus Fabius, Nederlands marineofficier en politicus
- Gerhardus Kruys, Nederlands vice-admiraal en Minister van Marine

### Gerd
- Gerd Binnig, Duits natuurkundige
- Gerd Deutschmann, Duits acteur
- Gerd Leers, Nederlands politicus
- Gerd Müller, Duits voetballer
- Gerd von Rundstedt, Duits veldmaarschalk
- Gerd Van Loock, Belgisch stripauteur
- Gerd Wessig, Duits hoogspringer
- Gerd Wiltfang, Duits springruiter

### Gerrard
- Gerrard Verhage, Nederlands filmregisseur

### Gerrit
Zie Gerrit.

### Gert
Zie Gert (voornaam).